# Stephan Pálos
Stephan Pálos (auch István Pálos; * 26. Mai 1922 in Miskolc; † 15. Mai 2015 in München) war ein ungarischer Arzt für Traditionelle Chinesische Medizin, Sinologe und Tibetologe.

## Leben
Pálos war zunächst in seinem Geburtsland Ungarn tätig, wo er im Rahmen des "Alexander Csoma de Körös Institute for Buddhology" (Kőrösi Csoma Sándor Buddhológiai Intézet) wirkte. Er wurde von Ernő Hetényi mit dem Initiationsnamen Sasanadhara in den von Lama Anagarika Govinda gegründeten Orden Arya Maitreya Mandala aufgenommen. In den sechziger Jahren zog er nach Deutschland, wo er unter anderem in München praktizierte, und verbrachte viel Zeit mit Forschungen in China und anderen Ländern Asiens. Er beschäftigte sich wissenschaftlich besonders mit der Atemtherapie und der Pharmakologie. In den siebziger Jahren lebte Pálos als buddhistischer Mönch mit dem tibetischen Ordensnamen Tenzin Chöphel, im klösterlichen Tibet-Institut Rikon in der Schweiz, wo er an der Übersetzung von Texten des tibetischen Philosophen Tsongkhapa arbeitete.

## Werke
- A hagyományos kínai orvoslás. Budapest 1963
- Lebensrad und Bettlerschale: Buddha und seine Lehre. Südwest, 1968
- Die Muskel-Meridiane. Haug, 1975, ISBN 978-3-7760-0351-2
- Consilium Cedip Acupuncturae: Fallbeispiele aus der traditionellen chinesischen Medizin. PMSI-Cedip-Verlag-Ges., 1995, ISBN 978-3-9804075-1-9